# Casa individuală de pe str. Alexandru Lăpușneanu, 14 (Chișinău)
Casa individuală de pe str. Alexandru Lăpușneanu, 14 este o clădire amplasată pe str. Alexandru Lăpușneanu, 14 în Chișinău, Republica Moldova. Este un monument arhitectural de importanță națională inclus în Registrul monumentelor Republicii Moldova ocrotite de stat cu nr. 152 (municipiul Chișinău). Datează de la înc. sec. XX.